# 식객 허영만의 백반기행의 에피소드 목록
다음은 《식객 허영만의 백반기행》의 방영 목록이다.

## 에피소드 목록

### 2019년
| 회차 | 방송일    | 부제 (서브 타이틀)                           | 게스트 | 비고  |
| ---- | --------- | -------------------------------------------- | ------ | ----- |
| 1    | 5월 14일  | 당신이 꿈꾸는 남도 백반, 전남 강진           | 오상진 |       |
| 2    | 5월 21일  | 은근한 그리움의 맛, 충남 서산 토박이 밥상    | 정보석 |       |
| 3    | 5월 30일  | 맛있는 위안, 든든한 충무로 밥상              | 김원희 |       |
| 4    | 6월 6일   | 단디~ 차린 부산 밥상                         | 오지호 |       |
| 5    | 6월 27일  | 다시 돌아온 목요일 밤의 식객! 강화도에 가다  | 김영란 |       |
| 6    | 7월 4일   | 모 아니면 도! 고집 센 대구 밥상              | 양준혁 |       |
| 7    | 7월 11일  | 7080 서울의 맛! 서대문 밥상                  | 박은혜 |       |
| 8    | 7월 19일  | 맛있는 항구! 목포 밥상                       | 오현경 |       |
| 9    | 7월 26일  | 명물허전! 목포 밥상                          | 오현경 |       |
| 10   | 8월 2일   | 진짜 배기 강원도! 삼척 밥상                  | 한승연 |       |
| 11   | 8월 9일   | 섬마을 신안의 농익은 맛                      | 안문숙 |       |
| 12   | 8월 16일  | 한남·금호·약수, 맛있는 추억이 담긴 남산 밥상 | 오현경 | [ 1 ] |
| 13   | 8월 23일  | 제물포의 역사가 된 노포 열전                 | 이수경 |       |
| 14   | 8월 30일  | 뚝심 있는 맛! 대전 밥상                      |        |       |
| 15   | 9월 6일   | 서울 망원동 골목 밥상                        | 신현준 |       |
| 16   | 9월 13일  | 서울 맛있는 교차로~ 용산 밥상                | 김석훈 |       |
| 17   | 9월 20일  | 반찬 26가지! 상다리 휘어지는 순천 밥상       | 인요한 |       |
| 18   | 9월 27일  | 그래도 여전히 전주는 전주다!                 | 홍신애 |       |
| 19   | 10월 4일  | 동문에서 동대문까지 맛있는 보물찾기          | 우희진 |       |
| 20   | 10월 11일 | 탑라도 제주의 맛을 탐하다                    |        |       |
| 21   | 10월 18일 | 이거 하나로 거뜬하다! 수원 밥상              | 허재   |       |
| 22   | 10월 25일 | 이 맛에 산다! 여의도 밥상                    | 박하선 |       |
| 23   | 11월 1일  | 광주의 맛, 오지고 푸지다!                    | 김선경 |       |
| 24   | 11월 8일  | 거침없이 맛있다! 마산 · 진해 밥상            | 함익병 |       |
| 25   | 11월 15일 | 더할 나위 없는 제주의 맛                     | 허수경 |       |
| 26   | 11월 22일 | 추억은 맛있다! 종로 밥상                     | 이현우 |       |
| 27   | 11월 29일 | 옹골지게 맛있다 전남 구례                    | 박상면 |       |
| 28   | 12월 6일  | 맛은 통한다! 성북 밥상                       | 신현준 | [ 3 ] |
| 29   | 12월 13일 | 뿌리 깊은 맛! 안동 밥상                      |        |       |
| 30   | 12월 20일 | 노포천하! 을지로는 맛있다                    | 박진희 |       |
| 31   | 12월 27일 | "제대로 보니 맛있구나" 춘천 밥상             | 노사연 | [ 4 ] |

### 2020년
본 프로그램은 질병관리청 방역 지침에 따라, 코로나19 범유행과 관련해 출연진, 스태프 관계자들의 개인 위생수칙을 준수합니다.
| 회차 | 방송일    | 부제 (서브 타이틀)                                   | 게스트          | 비고                |
| ---- | --------- | ---------------------------------------------------- | --------------- | ------------------- |
| 32   | 1월 3일   | 허영만의 고향 밥상, 전남 여수                        | 엄홍길          | 첫 번째 고향 방문지 |
| 33   | 1월 10일  | 속속들이 맛있다! 여수 밥상                           | 이승신          | 두 번째 고향 방문지 |
| 34   | 1월 17일  | 이토록 맛있었나! 충북 단양, 제천                     | 조연우          |                     |
| 35   | 1월 24일  | 맛있는 터줏대감! 강남 신사동 밥상                    | 박정수          |                     |
| 36   | 1월 31일  | 배짱 두둑한 맛! 인천 밥상                            | 지상렬          |                     |
| 37   | 2월 7일   | 맛있는 로망을 담은 인제·평창 밥상                    | 허보리          |                     |
| 38   | 2월 14일  | 손맛 생생한 서울 광진구 밥상                         | 이정진          |                     |
| 39   | 2월 21일  | 기백 넘치는 맛! 경남 함양 밥상                       | 함익병          | [ 6 ]               |
| 40   | 2월 28일  | 한 입 맛보면 빠져드는 서촌 밥상                      | 도지원          |                     |
| 41   | 3월 6일   | 맛있는 파죽지세! 전남 담양                           | 정준하          |                     |
| 42   | 3월 13일  | 봄이 왔도다! 경남 통영 밥상                          | 이무송          |                     |
| 43   | 3월 20일  | 혀를 찌르는 맛! 충남 공주 밥상                       | 이태성          |                     |
| 44   | 3월 27일  | 맛있는 클라스 이태원 밥상                            | 왕빛나          |                     |
| 45   | 4월 3일   | 맛있는 진또배기 강릉 밥상                            | 김정화          |                     |
| 46   | 4월 10일  | 맛있는 바람이 불어오는 곳 양평 밥상                  | 장현성          |                     |
| 47   | 4월 17일  | 새해 봄 바다의 맛! 전북 부안 변산반도                | 재희            |                     |
| 48   | 4월 24일  | 황금의 바다! 전남 진도 밥상                          | 조은숙          |                     |
| 49   | 5월 1일   | 유유자적 누리는 맛! 경기 용인 밥상                   | 김완선          |                     |
| 50   | 5월 8일   | 사람 많고 '맛집'도 많은 서울 송파구                  | 송창의          |                     |
| 51   | 5월 15일  | 연륜의 맛! 군산 밥상                                 | 나태주, 신인선  |                     |
| 52   | 5월 22일  | 첩첩산중~ 맛이 쌓인 강원도 홍천 밥상                 | 김재원          |                     |
| 53   | 5월 29일  | 맛있는 아지트! 경기도 송추·장흥 밥상                 | 박준규          |                     |
| 54   | 6월 5일   | 태안의 슬기로운 맛!                                  | 오미희          |                     |
| 55   | 6월 12일  | 이 맛이 대세다! 서울 영등포 문래동 밥상              | 하승진 & 김화영 |                     |
| 56   | 6월 19일  | 고수의 손맛! 인천 밥상                               | 이연복          |                     |
| 57   | 6월 26일  | 머물고 싶은 맛! 천안 밥상                            | 김호중          |                     |
| 58   | 7월 3일   | 이름값 한다! 광양 밥상                               | 김지영          |                     |
| 59   | 7월 10일  | 바다 곳간이 열렸다! 청청 전남 완도 밥상              | 이보희          |                     |
| 60   | 7월 17일  | 이 맛이 찐이다! 최북단 강원도 고성 밥상              | 송재희          |                     |
| 61   | 7월 24일  | 부산 속살 맛보러 오이소! 진짜배기 부산 밥상          | 황보            |                     |
| 62   | 7월 31일  | 묵힐수록 맛있다! 전북 순창 밥상                      | 강부자          |                     |
| 63   | 8월 7일   | 맛의 중심을 잡다! 충북 충주 밥상                     | 박성웅          |                     |
| 64   | 8월 14일  | 호방한 기운을 담다! 경남 고성 밥상                   | 엄홍길          | [ 7 ]               |
| 65   | 8월 21일  | 정성 들인 반가의 맛! 북촌 밥상                       | 신동욱          |                     |
| 66   | 8월 28일  | 이제야 알았네~ 서울 가평 풍미 밥상                   | 김종민          |                     |
| 67   | 9월 4일   | 풍요로운 맛의 고장, 나주 밥상                        | 혜은이          |                     |
| 68   | 9월 11일  | 맛있는 봉주르~ 서울 서래마을 밥상                    | 정경호          |                     |
| 69   | 9월 18일  | 가을 서해를 품은 맛! 충남 보령 밥상                  | 서정희          |                     |
| 70   | 9월 25일  | 풍요로운 가을 맛 진상이요~ 경기도 이천 자연주의 밥상 | 김창숙          |                     |
| 71   | 10월 2일  | 기가 차오른다! 전남 영암 밥상                        | 하춘화          |                     |
| 72   | 10월 9일  | 맛있는 궁합! 전북 남원 밥상                          | 양준혁 & 박현선 | [ 8 ]               |
| 73   | 10월 16일 | 바라던 바다! 경북 영덕 밥상                          | 오대환          |                     |
| 74   | 10월 23일 | 보배로운 맛, 경남 진주 밥상                          | 박상민          |                     |
| 75   | 10월 30일 | 맛있는 로맨스! 강원도 속초 밥상                      | 고두심          |                     |
| 76   | 11월 6일  | 원초적인 자연의 맛, 강원도 철원 밥상                 | 고세원          |                     |
| 77   | 11월 13일 | 맛이 샘솟는다! 전북 정읍 밥상                        | 박근형          |                     |
| 78   | 11월 20일 | 찬란한 역사의 맛! 경북 경주 밥상                     | 윤유선          |                     |
| 79   | 11월 27일 | 맛있게 물들다! 서울 남산 밥상                        | 강석우          |                     |
| 80   | 12월 4일  | 초겨울 남도의 맛! 전남 고흥 밥상                     | 김창옥          |                     |
| 81   | 12월 11일 | 맛의 선을 넘다! 파주 밥상                            | 민해경          |                     |
| 82   | 12월 18일 | 도심에서 찾은 힐링의 맛! 마포밥상                    | 박지윤          |                     |
| 83   | 12월 25일 | 맛있는 선물! 충북 영동 밥상                          | 김영옥          |                     |

### 2021년
본 프로그램은 질병관리청 방역 지침에 따라, 코로나19 범유행과 관련해 출연진, 스태프 관계자들의 개인 위생수칙을 준수합니다.
| 회차 | 방송일    | 부제 (서브 타이틀)                      | 게스트                | 비고                |
| ---- | --------- | --------------------------------------- | --------------------- | ------------------- |
| 84   | 1월 1일   | 올해도 이 맛이지! 포항 밥상             | 이동국                |                     |
| 85   | 1월 8일   | 살맛 난다! 홍성 밥상                    | 손현주                |                     |
| 86   | 1월 15일  | 맛의 자부심! 전북 전주 밥상             | 이경진                |                     |
| 87   | 1월 22일  | 남도 맛의 시작! 땅끝 해남 밥상          | 이종혁                | [ 9 ]               |
| 88   | 1월 29일  | 살고 싶은 맛! 생거 진천 밥상            | 이필모                |                     |
| 89   | 2월 5일   | 위풍당당! 서울 인왕산 밥상              | 강세정                |                     |
| 90   | 2월 12일  | 부자되세요~! 명동 주식 밥상             | 존 리                 |                     |
| 91   | 2월 19일  | 화려한 바다의 맛! 전남 여수 밥상        | 백일섭                | 세 번째 고향 방문지 |
| 92   | 2월 26일  | 순수예찬! 첩첩산중 강원 영월 밥상       | 이윤지                |                     |
| 93   | 3월 5일   | 역사와 맛이 철철 넘친다! 전북 익산 밥상 | 조미령                |                     |
| 94   | 3월 12일  | 우아한 맛! 서울 덕수궁 밥상             | 이가령                |                     |
| 95   | 3월 19일  | 맛이 예술이다! 파주 헤이리 밥상         | 김원희                | [ 11 ]              |
| 96   | 3월 26일  | 춘삼월의 맛! 강원도 춘천 밥상           | 민호 (샤이니)         |                     |
| 97   | 4월 2일   | 물오른 봄을 낚다! 고창 제철 밥상        | 전노민                |                     |
| 98   | 4월 9일   | 이 봄에 안성맞춤! 경기 안성 밥상        | 김수로                |                     |
| 99   | 4월 16일  | 넘어 볼 맛 난다! 강원 한계령 밥상       | 이영표                |                     |
| 100  | 4월 23일  | 진또배기 대구 밥상                      | 이찬원                |                     |
| 101  | 4월 30일  | 떠나볼까? 경기 광주 나들이 밥상         | 전수경                |                     |
| 102  | 5월 7일   | 맛의 올림픽! 강원도 평창 금메달 밥상    | 김수미                |                     |
| 103  | 5월 14일  | 美치게 맛있다 부산 밥상                 | 김희선                |                     |
| 104  | 5월 21일  | 무한한 맛의 변주                        | 박하나                |                     |
| 105  | 5월 28일  | 맛의 광장! 광장시장 서울 노포 밥상      | 오마이걸 (효정, 지호) |                     |
| 106  | 6월 4일   | 섬진강의 맛! 하동·광양 밥상             | 양지은, 김다현        |                     |
| 107  | 6월 11일  | 맛은 추억이다! 예산 고향 밥상           | 황선홍                |                     |
| 108  | 6월 18일  | 인천은 바다다! 인천 부두 밥상           | 허재 & 허웅           | [ 12 ]              |
| 109  | 6월 25일  | 청정하다! 영남 알프스 밀양 밥상         | 윤미라                |                     |
| 110  | 7월 2일   | 맛있는 산행! 북한산 밥상                | 이민영                |                     |
| 111  | 7월 9일   | 여름엔 동해다! 동해바다 밥상            | 길해연                |                     |
| 112  | 7월 16일  | 경기 포천 여름 밥상                     | 마리아                |                     |
| 113  | 7월 23일  | 제주 밥상!                              | 고두심                |                     |
| 114  | 7월 30일  | 끝내주게 시원하고성! 강원 고성 밥상     | 하재숙                |                     |
| 115  | 8월 6일   | 기품 넘쳐라~ 충남 공주 · 부여 밥상      | 홍수현                |                     |
| 116  | 8월 13일  | 우아한 반전! 근교 남양주 밥상           | 박주미                |                     |
| 117  | 8월 20일  | 으랏차차! 서울 태릉 금메달 밥상         | 이상화                |                     |
| 118  | 8월 27일  | 맛있는 섬 나들이! 강화도 별미 밥상      | 이성경                |                     |
| 119  | 9월 3일   | 맛의 롤러코스터! 서울 용산 밥상         | 이상민                |                     |
| 120  | 9월 10일  | 밥심으로 세우다! 울산의 맛              | 에일리                |                     |
| 121  | 9월 17일  | 추석 특집 1부 전설의 소고기             | 손지창                |                     |
| 122  | 9월 24일  | 추석 특집 2부 소고기 잔치               | 김정은                |                     |
| 123  | 10월 1일  | 가을 서해의 물오른 맛, 충남 보령 밥상   | 김유미                |                     |
| 124  | 10월 8일  | 콩비지 감자탕 안양                      | 김종국                |                     |
| 125  | 10월 15일 | 횡성, 장순대국밥                        | 박정아                |                     |
| 126  | 10월 22일 | 맛의 신세계! 경기 성남 밥상             | 류수영                |                     |
| 127  | 10월 29일 | 군산, 아귀찜, 소머리국밥                | 정혜선                |                     |
| 128  | 11월 5일  | 태안 밥상                               | 최여진                |                     |
| 129  | 11월 12일 | 맛의 대전! 대한민국 중심 대전 밥상      | 김태균 & 김태균       |                     |
| 130  | 11월 19일 | 수원 맛집 수원 밥상                     | 김혜선                |                     |
| 131  | 11월 26일 | 반전 매력! 옹골찬 경기 구리 밥상        | 박용우                |                     |
| 132  | 12월 3일  | 대통령 후보 대선 백반 밥상              | 윤석열 & 이재명       | 대선 특집           |
| 133  | 12월 10일 | 화끈하다~ 충북 제천 보약 밥상           | 조현재                |                     |
| 134  | 12월 17일 | 남도의 겨울이어라~                      | 명세빈                |                     |
| 135  | 12월 24일 | 안산 밥상                               | 남보라                |                     |

### 2022년
본 프로그램은 질병관리청 방역 지침에 따라, 코로나19 범유행과 관련해 출연진, 스태프 관계자들의 개인 위생수칙을 준수합니다.
| 회차 | 방송일    | 부제 (서브 타이틀)                         | 게스트                    | 비고   |
| ---- | --------- | ------------------------------------------ | ------------------------- | ------ |
| 136  | 1월 7일   | 향기롭고 은혜롭다~ 강릉 겨울 밥상          | 윤은혜                    |        |
| 137  | 1월 14일  | 그리운 추억의 맛! 서울 왕십리 밥상         | 하석진                    |        |
| 138  | 1월 21일  | 무르익은 맛! 경북 상주 밥상                | 이선빈                    |        |
| 139  | 1월 28일  | 맛의 명당! 우아한 경기 여주 밥상           | 차예련                    |        |
| 140  | 2월 4일   | 맛있는 앙상블! 든든한 경기 화성 밥상       | 에이핑크 (박초롱, 정은지) |        |
| 141  | 2월 18일  | 샘솟는 맛의 발원! 강원도 태백산 밥상       | 김승수                    |        |
| 142  | 3월 4일   | 기가 차오른다~! 대구 동구 팔공산 밥상      | 추상미                    |        |
| 143  | 3월 11일  | 맛의 영광! 전남 영광 밥상                  | 정애리                    |        |
| 144  | 3월 18일  | 속리산의 맛! 은혜로운 충북 보은 밥상       | 견미리                    |        |
| 145  | 3월 25일  | 뜨거운 맛! 부산 정우 밥상                  | 정우                      |        |
| 146  | 4월 1일   | 게미지다! 남도 순천 밥상                   | 양수경                    |        |
| 147  | 4월 8일   | 맛의 정상! 청계산 고수 밥상                | 송옥숙                    |        |
| 148  | 4월 15일  | 찐 동해바다! 고성 밥상                     | 류진                      |        |
| 149  | 4월 22일  | 봄맞이 솔솔~ 가평 나들이 밥상              | 박탐희                    |        |
| 150  | 4월 29일  | 물올랐다! 공주 밥상                        | 정시아                    |        |
| 151  | 5월 6일   | 싸이의 노포 스타일! 서울 강북 밥상         | 싸이                      |        |
| 152  | 5월 13일  | 맛의 종착지, 전북 완주 밥상                | 박칼린                    |        |
| 153  | 5월 20일  | 굽이치는 맛의 물결! 강원 정선 밥상         | 이연희                    |        |
| 154  | 5월 27일  | 맛의 원천! 연천 푸른 밥상                  | 김선영                    |        |
| 155  | 6월 3일   | 찬란하다! 충무로 스타 밥상                 | 서영희                    |        |
| 156  | 6월 17일  | 맛의 산토리니! 쪽빛 남해 밥상              | 이종원                    |        |
| 157  | 6월 24일  | 맛은 살아있다! 마포&서대문 밥상            | 정상훈, 이유리            |        |
| 158  | 7월 1일   | 나들이 일번지 근교 용인 밥상               | 김소현                    |        |
| 159  | 7월 8일   | 맛의 드라이브~ 7번 국도 강원도 속초&양양   | 류시원                    |        |
| 160  | 7월 15일  | 여름 느낌 아니까~! 7번 국도 강원 동해&삼척 | 김지민                    |        |
| 161  | 7월 22일  | 무지개 같은 맛! 충남 서천 밥상             | 김재경                    |        |
| 162  | 7월 29일  | 피서의 맛! 소요산 계곡 밥상                | 신성우                    |        |
| 163  | 8월 5일   | 맛이 꽃피다! 파주 나들이 밥상              | 김민정                    |        |
| 164  | 8월 12일  | 찐~한 항구의 맛! 전남 목포 밥상            | 최윤영                    |        |
| 165  | 8월 19일  | 그 맛이 알고 싶다! 상암 방송家밥상         | 홍수아                    |        |
| 166  | 8월 26일  | 맛의 비단 물결~ 금강 밥상                  | 이원종                    |        |
| 167  | 9월 2일   | 맛의 요새! 경남 사천 밥상                  | 왕지혜                    |        |
| 168  | 9월 9일   | 한가위 넉넉하여라! 경복궁 밥상             | 최명길                    | [ 14 ] |
| 169  | 9월 16일  | 오지고 차지다! 강원 화천 자연 밥상         | 표창원                    |        |
| 170  | 9월 30일  | 빛난다! 맛고을 광주 밥상                   | 백진희                    |        |
| 171  | 10월 7일  | 맛도 너르다! 대전 밥상                     | 성지루                    |        |
| 172  | 10월 14일 | 예술 같은 맛! 미사리 강변 밥상             | 박기웅                    |        |
| 173  | 10월 21일 | 맛의 중심! 옹골찬 중구 밥상                | 강성연                    |        |
| 174  | 10월 28일 | 임자 만났네! 구성진 임실 밥상              | 금잔디                    |        |
| 175  | 11월 4일  | 구미 당긴다! 구미 힐링 밥상                | 이승연                    |        |
| 176  | 11월 18일 | 맛의 강타! 송파 밥상                       | 강타                      |        |
| 177  | 11월 25일 | 수려한 맛의 고장! 경남 합천 밥상           | 윤소이                    |        |
| 178  | 12월 2일  | 뜨거운 것이 좋아! 충남 아산 밥상           | 박해미                    |        |
| 179  | 12월 9일  | 맛의 부촌! 청담동 밥상                     | 김민종                    |        |
| 180  | 12월 16일 | 겨울바다를 맛보령~ 충남 보령 밥상          | 반효정                    |        |
| 181  | 12월 23일 | 선물같은 맛! 우리 한우 밥상                | 고주원                    |        |
| 182  | 12월 30일 | 봉주르! 종로 앙상블 밥상                   | 플뢰르 펠르랭, 파비앙     |        |

### 2023년
| 회차 | 방송일    | 부제 (서브 타이틀)                         | 게스트         | 비고   |
| ---- | --------- | ------------------------------------------ | -------------- | ------ |
| 183  | 1월 6일   | 맛의 블루오션! 울진 청정 밥상              | 문희경         |        |
| 184  | 1월 13일  | 맛의 고공비행 김포 금빛 밥상               | 김용림         |        |
| 185  | 1월 20일  | 활기 넘친다! 부천 신세계 밥상              | 황광희         |        |
| 186  | 1월 27일  | 맛있구양~ 양구 백두대간 밥상               | 임백천         |        |
| 187  | 2월 3일   | 맛의 국보! 천년고도 경주 밥상              | 조성모         |        |
| 188  | 2월 10일  | I Want you! 강원 원주 혁신 밥상            | 신소율         |        |
| 189  | 2월 17일  | 맛의 성공시대! 서울 관악 밥상              | 박은영         |        |
| 190  | 2월 24일  | 오! 이 맛이야 시흥 오이도 밥상             | 지수원         |        |
| 191  | 3월 3일   | 봄나들이 밥상이오! 고양 왕릉 밥상          | 안재모         |        |
| 192  | 3월 10일  | 피지컬 100% 맛! 신사동 고기 밥상           | 추성훈         |        |
| 193  | 3월 17일  | 별빛이 내린다! 당진 봄 밥상                | 별             |        |
| 194  | 3월 31일  | 맛의 보물창고! 진짜배기 진도 밥상          | 장광           |        |
| 195  | 4월 7일   | 떠나고 싶은 맛! 가평 봄맞이 밥상           | 최원영         |        |
| 196  | 4월 14일  | 맛의 해방! 대전 스타 밥상                  | 손석구         |        |
| 197  | 4월 21일  | 유혹의 소나타! 서울 성동 밥상              | 아이비         |        |
| 198  | 4월 28일  | 천생연분의 맛! 남양주 나들이 밥상          | 진태현, 박시은 |        |
| 199  | 5월 5일   | 맛의 엄지척! 대구 달서구 밥상              | 홍진영         |        |
| 200  | 5월 12일  | 나들이의 맛! 여의도 소풍 밥상              | 주현미         |        |
| 201  | 5월 19일  | 바지락 바지락! 태안 왈츠 밥상              | 이현이         |        |
| 202  | 6월 2일   | 맛의 오아시스! 포항 바다 밥상              | 장동윤         |        |
| 203  | 6월 9일   | 맛의 정치학! 이태원 글로벌 밥상            | 김지윤         |        |
| 204  | 6월 23일  | 맛의 물길 ~ 김천 밥상                      | 안성훈         |        |
| 205  | 6월 30일  | 구수한 반전! 옥천 산골 밥상                | 한승연         | [ 15 ] |
| 206  | 7월 7일   | 싱그러운 거제 바다 밥상                    | 홍성흔         |        |
| 207  | 7월 14일  | 美COOK을 만나러 평택 밥상                  | 이채영         |        |
| 208  | 7월 21일  | 맛의 열린음악회! 서대문구 이대 · 신촌 밥상 | 황수경         |        |
| 209  | 7월 28일  | 피서의 맛! 부산 복달임 밥상                | 나경원         |        |
| 210  | 8월 4일   | 맛의 상한가! 인천 노포 밥상                | 김동환, 정영진 |        |
| 211  | 8월 11일  | 강부자 맛부자! 서울 부자 밥상              | 강부자         | [ 16 ] |
| 212  | 8월 18일  | 여름 별식 국수 밥상                        | 송진우         |        |
| 213  | 8월 25일  | 辛나게 맛나게! 충남 청양 밥상              | 찬성 (2PM)     |        |
| 214  | 9월 1일   | 맛의 해방일지! 양주 밥상                   | 이엘           |        |
| 215  | 9월 8일   | 응답하라! 서울 추억 밥상                   | 이일화         |        |
| 216  | 9월 15일  | 맛의 대세! 명불허전 남도 순천 밥상         | 정대세, 명서현 |        |
| 217  | 9월 22일  | 찬란하게 꽃피우다! 경남 진주 밥상          | 류현경         |        |
| 218  | 10월 13일 | 충청, 맛의 집결! 논산 밥상                 | 홍지윤         |        |
| 219  | 10월 20일 | 별 그대? 맛 그대! 대학로 신성 밥상         | 신성록         |        |
| 220  | 10월 27일 | 맛의 트위스트♡~ 울릉도 밥상!               | 강레오         |        |
| 221  | 11월 3일  | 가을 남자와 함께하는 여주 단풍 밥상!       | 김지훈         |        |
| 222  | 11월 10일 | 찐 노포의 멋! 서울 강서 밥상               | 손호준         |        |
| 223  | 11월 17일 | 위대하고 위대하다! 한우 특수 부위 밥상     | 히밥           |        |
| 224  | 12월 1일  | 우리가 사랑한 밥상! 전남 강진 밥상         | 강윤성         |        |
| 225  | 12월 8일  | 힙하다! 홍천 자연 산골밥상                 | 심이영         |        |
| 226  | 12월 15일 | 맛의 비무장지대! 강원 철원 밥상            | 하니 (EXID)    |        |
| 227  | 12월 22일 | 따뜻하다! 성탄 나눔 밥상                   | 이문수, 조욱제 |        |
| 228  | 12월 29일 | 외계인도 반했다! 경기 성남 밥상            | 최동훈, 조우진 |        |

### 2024년
| 회차 | 방송일    | 부제 (서브 타이틀)                               | 게스트                 | 비고   |
| ---- | --------- | ------------------------------------------------ | ---------------------- | ------ |
| 229  | 1월 5일   | 잘생겼다! 수려한 대구 밥상                       | 주진모                 |        |
| 230  | 1월 12일  | 겨울방학 특집! 양주 나들이 밥상                  | 임채무                 |        |
| 231  | 1월 19일  | 겨울방학 특집 2탄! 양주 나들이 밥상              | 임채무                 |        |
| 232  | 1월 26일  | 맛의 대첩! 거제 거대 밥상                        | 방민아                 |        |
| 233  | 2월 2일   | 맛의 시크릿🖤 가든 제천 밥상                     | 이병준                 |        |
| 234  | 2월 9일   | 맛의 홈런! 서울 잠실 밥상                        | 차명석                 |        |
| 235  | 2월 16일  | 맛의 귀순! 전남 화순 밥상                        | 대성                   |        |
| 236  | 2월 23일  | 美남이시네요! 강원 영월 밥상                     | 장근석                 |        |
| 237  | 3월 3일   | 뜨거운 역사의 맛! 서대문 밥상                    | 서경덕                 |        |
| 238  | 3월 10일  | 호반에 봄이 차오르다! 강원도 춘천 밥상           | 안혜경                 |        |
| 239  | 3월 17일  | 봄은 바람을 타고 ~ 충남 당진 밥상                | 권혁수                 |        |
| 240  | 3월 24일  | 봄나들이 특집 양평 백반 퍼레이드                 | 임예진                 |        |
| 241  | 3월 31일  | 지리산의 봄! 산청 밥상                           | 츄                     |        |
| 242  | 4월 7일   | 호탕하다! 부산 밥상                              | 천종호                 |        |
| 243  | 4월 14일  | 맛의 오작교🖤 남원 밥상                          | 구혜선                 |        |
| 244  | 4월 21일  | 단아하다🖤 광주 근교 밥상                        | 오윤아                 |        |
| 245  | 4월 28일  | 맛의 고개를 넘다! 문경 밥상                      | 김동준                 |        |
| 246  | 5월 5일   | 맛의 하이킥! 서울 강동 밥상                      | 최다니엘               |        |
| 247  | 5월 12일  | 풍악을 울려라🖤 미스트롯 밀양 밥상               | 정서주, 배아현, 오유진 | [ 17 ] |
| 248  | 5월 19일  | 맛의 추노🖤 장혁 강화도 밥상                     | 장혁                   |        |
| 249  | 5월 26일  | 맛의 무지개! 송선미 광명 밥상                    | 송선미                 |        |
| 250  | 6월 2일   | 단아하다🖤 장희진 단양 밥상                      | 장희진                 |        |
| 251  | 6월 9일   | 맛의 정글! 김병만 동두천 밥상                    | 김병만                 |        |
| 252  | 6월 16일  | 시원시원하다! 이상엽 삼척 밥상                   | 이상엽                 |        |
| 253  | 6월 23일  | 온주완과 함께! 섬섬여수 밥상                     | 온주완                 |        |
| 254  | 6월 30일  | 다채롭다! 유준상 포천 밥상                       | 유준상                 |        |
| 255  | 7월 7일   | 여왕의 귀환 ~ 이요원 수원 밥상                   | 이요원                 |        |
| 256  | 7월 14일  | 마린보이 박태환의 해남 밥상                      | 박태환                 |        |
| 257  | 7월 21일  | 의기양양! 김성경 양양 밥상                       | 김성경                 |        |
| 258  | 8월 4일   | 눈부시다🖤 전혜빈 동해·삼척 밥상                 | 전혜빈                 |        |
| 259  | 8월 11일  | 이 맛에 살으리랏다🖤 존박 여름 면 밥상           | 존박                   |        |
| 260  | 8월 18일  | 맛의 신화창조🖤 전진 인천 밥상                   | 전진                   |        |
| 261  | 9월 1일   | 천생연분! DNA 러버 밥상                          | 최시원, 정인선         |        |
| 262  | 9월 8일   | 맛의 디바🖤 옥주현 용인 밥상                     | 옥주현                 | [ 18 ] |
| 263  | 9월 15일  | 눈부시다! 한고은 청담동 며느리 밥상              | 한고은                 | [ 19 ] |
| 264  | 9월 22일  | 참하다~! 김지호의 고양 밥상                      | 김지호                 |        |
| 265  | 10월 6일  | 덕(Duck)분입니다! 우리 오리 밥상                 | 김태우                 |        |
| 266  | 10월 13일 | 괜찮아유🖤 반전 매력 충남 내포 밥상              | 최양락, 김태흠         |        |
| 267  | 10월 20일 | 예술적이다! 고흥 오페라 바다 밥상                | 박현준                 | [ 20 ] |
| 268  | 11월 3일  | 맛으로 통하다! 마츠다의 K-푸드 밥상              | 마츠다 아키히로        |        |
| 269  | 11월 10일 | 흥하도다! 홍현희의 시흥 밥상                     | 홍현희                 |        |
| 270  | 11월 17일 | 예사롭지 않다♥ 이소연 예산 밥상                  | 이소연                 |        |
| 271  | 11월 24일 | 고독한 미식가 원작자 구스미의 여수 맛 기행       | 쿠스미 마사유키        |        |
| 272  | 12월 1일  | 하늘 아래 아늑한 맛! 김민하의 천안 밥상          | 김민하                 |        |
| 273  | 12월 8일  | 소고기는 진화한다! 추신수의 업그레이드 한우 밥상 | 추신수                 |        |
| 274  | 12월 15일 | 맛이 굽이치는 김보연의 홍천 밥상                 | 김보연                 |        |
| 275  | 12월 22일 | 섬연구소장 강제윤의 자산어보 밥상                | 강제윤                 |        |
| 276  | 12월 29일 | 성시경의 좋을텐데 2024 연말밥상                  | 성시경                 |        |

### 2025년
| 회차 | 방송일    | 부제 (서브 타이틀)                           | 게스트          | 비고   |
| ---- | --------- | -------------------------------------------- | --------------- | ------ |
| 277  | 1월 5일   | 흑백요리사 최현석의 진수성찬 밥상            | 최현석          |        |
| 278  | 1월 12일  | 설국의 땅 니가타 밥상 Ⅰ                      | 에바 포피엘     |        |
| 279  | 1월 19일  | 설국의 땅 니가타 밥상 Ⅱ                      | 에바 포피엘     |        |
| 280  | 1월 26일  | 뚝심 있다! 前 장관 김부겸의 나주 밥상        | 김부겸          |        |
| 281  | 2월 2일   | 골프 여제! 박세리의 홀인원 밥상              | 박세리          |        |
| 282  | 2월 9일   | 추억은 맛있다! 조혜련의 안양·군포 밥상       | 조혜련          |        |
| 283  | 2월 16일  | 일본의 숨은 보석 도쿠시마 Ⅰ                  | 후지이 미나     |        |
| 284  | 2월 23일  | 일본의 숨은 보석 도쿠시마 Ⅱ                  | 후지이 미나     |        |
| 285  | 3월 2일   | 강주은의 남양주 봄나들이 밥상                | 강주은          |        |
| 286  | 3월 9일   | 맛의 유원지 송일국의 송도 밥상               | 송일국          |        |
| 287  | 3월 16일  | 찬란하다! 원경 차주영의 함평 밥상            | 차주영          |        |
| 288  | 3월 23일  | 성우 안지환의 竹이는 담양 밥상               | 안지환, 안예인  | [ 22 ] |
| 289  | 3월 30일  | 서예지의 원더풀 원주 밥상                    | 서예지          |        |
| 290  | 4월 6일   | 봄 만났네~ 강예원의 통영 밥상                | 강예원          |        |
| 291  | 4월 13일  | 동해로 운전해! 사모님 김미려의 삼척 밥상     | 김미려          | [ 23 ] |
| 292  | 4월 20일  | 맛의 명당! 신은경의 소백산 영주 밥상         | 신은경          |        |
| 293  | 4월 27일  | 바라는 바다🖤 이현우의 울진 밥상             | 이현우          | [ 24 ] |
| 294  | 5월 4일   | 맛의 부처핸썹 뉴진스님 윤성호의 건강 밥상    | 윤성호          |        |
| 295  | 5월 11일  | 뛰는 맛 나는 맛 전소민의 용산 밥상           | 전소민          |        |
| 296  | 5월 18일  | 김용빈, 손빈아의 금의환향 밥상               | 김용빈, 손빈아  |        |
| 297  | 5월 25일  | 귀궁 육성재의 본투비 춘천 밥상               | 육성재 (비투비) |        |
| 298  | 6월 1일   | 떡잎부터 맛있다! 한그루의 부안 아름드리 밥상 | 한그루          |        |
| 299  | 6월 8일   | 맛의 새 장을 열다 정일우의 보은 밥상         | 정일우          |        |
| 300  | 6월 15일  | 영원한 승부사! 조훈현의 목포 밥상            | 조훈현          |        |
| 301  | 6월 22일  | 우리가 사랑한 홍콩! 향기로운 홍콩 밥상 Ⅰ     | 여경래, 홍신애  | [ 25 ] |
| 302  | 6월 29일  | 우리가 사랑한 홍콩! 향기로운 홍콩 밥상 Ⅱ     | 여경래, 홍신애  | [ 25 ] |
| 303  | 7월 6일   | 오상욱의 금메달 보양 인삼 밥상               | 오상욱          |        |
| 304  | 7월 13일  | 밥맛 좋다! 박수홍의 신토불이 밥상            | 박수홍          | [ 26 ] |
| 305  | 7월 20일  | 조선의 사랑꾼🖤 심현섭의 양산 밥상           | 심현섭♥︎정영림   | [ 27 ] |
| 306  | 7월 27일  | 이 맛 찐이야!! 영탁의 화성 밥상              | 영탁            |        |
| 307  | 8월 3일   | 반갑다 친구야! 강릉 바다 밥상                | 윤택, 채연      |        |
| 308  | 8월 10일  | 반짝인다★ 박한별의 당진 밥상                 | 박한별          |        |
| 309  | 8월 17일  | 골 때리는 고항의 맛! 하석주의 함양 밥상      | 하석주          |        |
| 310  | 8월 24일  | 월척이로구나! 이태곤의 사천 밥상             | 이태곤          |        |
| 311  | 8월 31일  |                                              |                 |        |
| 312  | 9월 7일   |                                              |                 |        |
| 313  | 9월 14일  |                                              |                 |        |
| 314  | 9월 21일  |                                              |                 |        |
| 315  | 9월 28일  |                                              |                 |        |
| 316  | 10월 5일  |                                              |                 |        |
| 317  | 10월 12일 |                                              |                 |        |
| 318  | 10월 19일 |                                              |                 |        |
| 319  | 10월 26일 |                                              |                 |        |
| 320  | 11월 2일  |                                              |                 |        |
| 321  | 11월 9일  |                                              |                 |        |
| 322  | 11월 16일 |                                              |                 |        |
| 323  | 11월 23일 |                                              |                 |        |
| 324  | 11월 30일 |                                              |                 |        |
| 325  | 12월 7일  |                                              |                 |        |
| 326  | 12월 14일 |                                              |                 |        |
| 327  | 12월 21일 |                                              |                 |        |
| 328  | 12월 28일 |                                              |                 |        |